# Antonio Cervantes
Antonio Cervantes soprannominato "Kid Pambelé" (San Basilio de Palenque, 23 dicembre 1945) è un ex pugile colombiano.
Fu Campione del mondo WBA e lineare dei welter junior dal 1972 al 1976 e dal 1977 al 1980.

## La carriera professionale
La sua carriera professionale si svolse per quasi un ventennio, dal 1964 al 1983, nel corso del quale ha combattuto ben 106 incontri.
Nel 1969 incontrò l'ex campione del mondo WBA dei pesi piuma Antonio Gómez ma non andò oltre un'onorevole sconfitta ai punti in dieci riprese. Diverso fu l'esito del match che combatté il 17 dicembre 1970 contro il messicano Rodolfo González detto El Gato. Il futuro campione del mondo WBC dei pesi leggeri e giustiziere dell'italiano Antonio Puddu, fu messo KO all'ottavo round.
Grazie a questo risultato, nel dicembre del 1971 Cervantes poté battersi per la prima volta per il mondiale WBA dei superleggeri incontrando una leggenda del pugilato, l'imprendibile argentino di origine sarda Nicolino Locche, detto "El Intocable". Nell'ambiente ostile del Luna Park di Buenos Aires fu sconfitto ai punti in 15 round, con verdetto unanime.
Dieci mesi più tardi, tuttavia, gli fu concessa una successiva sfida mondiale contro il panamense Alfonso Frazer che, sul proprio ring casalingo, era riuscito a superare Locche ai punti. Il 28 ottobre 1972, a Panama, Cervantes batté per KO al 10º round il suo avversario, conquistando per la prima volta il titolo mondiale WBA, con lo "status" di campione lineare. 
Alla seconda difesa, Cervantes si aggiudicò la rivincita con Nicolino Locche per knock-out tecnico al 10º round, sul ring "neutro" di Maracay (Venezuela), infliggendogli l'unica sconfitta prima del limite in una carriera di 136 match. Poi concesse una nuova chance ad Alfonso Frazer, sempre a Panama, e lo sconfisse per KOT al 5º round. L'8 giugno 1974, in un match senza titolo in palio disputatosi ancora a Maracay, mise KO al 5º round l'ex campione del mondo WBC Pedro Adigue, già fiero avversario di Bruno Arcari. L'anno dopo mise in palio il titolo mondiale contro il portoricano Esteban de Jesús che poteva vantare una vittoria contro il fuoriclasse Roberto Durán, uno dei più forti pugili di tutti i tempi. Cervantes lo sconfisse ai punti in quindici riprese, sul ring di Panama.
Alla nona difesa, nel marzo del 1976, il colombiano dovette cedere il titolo ad un'altra leggenda, l'allora diciassettenne Wilfred Benítez che lo sconfisse ai punti in quindici riprese sul ring a lui casalingo di San Juan (Porto Rico), con verdetto contrastato. Il match fu definito sorpresa dell’anno del 1976 dalla rivista specializzata Ring Magazine, ritenendolo quello conclusosi nel modo più contrario alle aspettative generali, sconvolgendo ogni previsione.
L'anno seguente, tuttavia, Cervantes recuperò il titolo resosi vacante a seguito della rinuncia di Benitez, avendo nel frattempo il portoricano conquistato il mondiale della categoria superiore dei pesi welter. Nella Plaza de toros Monumental di Maracaibo il colombiano costrinse all'abbandono l'argentino Carlos Maria Gimenez, riprendendosi la cintura mondiale WBA. 
Rimase sul trono dei superleggeri fino all'agosto del 1980, aggiudicandosi altre sei difese. Poi, al Riverfront Coliseum di Cincinnati, fu costretto a abdicare in favore di un altro fuoriclasse, l'afroamericano Aaron Pryor, che lo sconfisse per KO al quarto round. Combatté ancora cinque volte per altri tre anni, scendendo sconfitto dal ring solo all'ultimo match quando, a quasi 38 anni, decise di abbandonare la boxe.
Cervantes sostenne in tutto, nella propria carriera, ben 21 match validi per il mondiale dei superleggeri, vincendone 18.
Nel 2000 la federazione pugilistica della Colombia lo ha dichiarato il miglior pugile colombiano del XX secolo. La International Boxing Hall of Fame lo ha ammesso tra i più grandi pugili di ogni tempo. Nel 2002 Ring Magazine lo ha inserito al 69º posto in una propria classifica degli 80 migliori pugili degli ultimi 80 anni.